# عقبة الميزاب (بعدان)

تعديل مصدري - تعديل

عقبة الميزاب محلة تابعة لقرية ذي حيفان، التابعة لعزلة المنار بمديرية بعدان إحدى مديريات محافظة إب في الجمهورية اليمنية، بلغ تعداد سكانها 46 حسب تعداد اليمن لعام 2004.